# Trà Hiệp
Trà Hiệp là một xã thuộc huyện Trà Bồng, tỉnh Quảng Ngãi, Việt Nam.
Xã Trà Hiệp có diện tích 48,57 km², dân số năm 1999 là 1484 người, mật độ dân số đạt 31 người/km².